# Palazzo Vescovile (Fiesole)
Il palazzo Vescovile di Fiesole si trova in piazza Mino da Fiesole.

## Storia e descrizione
Vi si accede da una doppia scalinata ottocentesca. Fu eretto contemporaneamente alla cattedrale, nel 1028, quando era vescovo Jacopo il Bavaro, ma è stato oggetto di ampliamenti e trasformazioni successive: nel XIV secolo dal vescovo Andrea Corsini  successivamente dai vescovi Ginori e Cattani da Diacceto; notevoli quelle del vescovo Filippo Neri Altoviti, il cui stemma seicentesco campeggia sopra il portone. La facciata attuale è del 1500.
Al suo interno si trova la cappella privata del vescovo ornata da affreschi della fine del Quattrocento con San Romolo, san Jacopo e Dio Padre, di scuola del Ghirlandaio.
Nell'oratorio, dedicato a San Jacopo Maggiore e fatto costruire dal vescovo Cattani da Diacceto, si conserva una Incoronazione della Vergine attribuita a Lorenzo di Bicci; vi sono anche altri dipinti di Niccodemo Ferrucci e di Antonio Marini.
A destra del palazzo vescovile c'è la canonica costruita nel 1032 per abitazione dei Canonici del Duomo. Nel 1439 essa venne ingrandita, aggiungendovi il cortile a porticati,  una colonna in marmo al centro con una piccola immagine in metallo di Maria Santissima, detta di Arezzo, fatta eseguire dal vescovo Ranieri Mancini.
Nel giardino si trova un tratto delle mura etrusche che costituivano la cerchia più bassa dell'acropoli (attuale colle della chiesa di San Francesco), che continuano anche nel giardino del vicino Seminario.